# Jules-François Crahay
Pour les articles homonymes, voir Crahay.
Jules-François Crahay est un couturier né à Liège (Belgique) le 21 mai 1917 et mort à Monte-Carlo le 5 janvier 1988. Il est connu pour ses créations mélangeant habituellement le drapé et le tailleur, le « Flou » et le « Strict ».

## Biographie
Jules-François Crahay né à Liège le 21 mai 1917 et reconnu par sa mère, Françoise Reine Crahay, Tailleuse célibataire le 13 juin. Il étudie à Paris dans les années 1930 puis retourne en Belgique travailler avec sa mère. Fait prisonnier pendant la Guerre, il ouvre sa propre Maison en 1951 à Paris avec Germaine de Vilmorin, mais ce n'est pas un succès. Engagé par Robert Ricci, il rejoint la Maison Nina Ricci et y reste une dizaine d'années ; au départ pour seconder Nina Ricci, il va peu à peu s'occuper de la création de tous les modèles. Il obtient son premier succès dans cette Maison en 1959 quand il présente la collection féminine « Tomboy ». Par la suite, il intègre Lanvin durant une vingtaine d'années. Sa collection de 1964 est également très remarquée. Maryll Lanvin lui succédera. De 1985 à 1988 est présentée une collection Jules-François Crahay au Japon dans le cadre d'un contrat avec l'entreprise Itokin gérant déjà la licence de la marque française Courrèges dans ce pays.
Il obtient, durant sa carrière, trois fois le Dé d'or pour la créativité de ses collections. Pour sa retraite, il termine ses jours dans le sud de la France. Il meurt en janvier 1988 d'une attaque cardiaque.

## Récompenses
- Neiman Marcus award, Dallas, 1962
- Maison Blanche award
- New Orleans, 1963
- Dé d'Or, 1977, 1981 et 1984